# ATP Challenger Series 1990
In der folgenden Tabelle werden die Turniere der professionellen Herrentennis-Saison 1990 der ATP Challenger Series dargestellt. Sie bestand aus 71 Turnieren mit einem Preisgeld von 25.000 bis 100.000 US-Dollar. Es war die 13. Ausgabe des Challenger-Turnierzyklus.

## Turnierplan

### Januar
| Datum1 | Ort       | Turnier              | Preisgeld | Draw    | Belag2      | Sieger Einzel | Sieger Doppel           |
| ------ | --------- | -------------------- | --------- | ------- | ----------- | ------------- | ----------------------- |
| 15.01. | Jakarta   | Jakarta Challenger I | $ 025.000 | 32E/16D | Sand        | Horst Skoff   | Eric Amend Tom Mercer   |
| 22.01. | Heilbronn | Heilbronn Open       | $ 050.000 | 32E/16D | Teppich (i) | Milan Šrejber | David Rikl Tomáš Anzari |

### Februar
| Datum1 | Ort       | Turnier                | Preisgeld | Draw    | Belag2      | Sieger Einzel      | Sieger Doppel                    |
| ------ | --------- | ---------------------- | --------- | ------- | ----------- | ------------------ | -------------------------------- |
| 05.02. | Telford   | Telford Challenger     | $ 050.000 | 32E/16D | Teppich (i) | Fabrice Santoro    | Nick Brown Nicholas Fulwood      |
| 12.02. | Croydon   | Croydon Challenger     | $ 050.000 | 32E/16D | Teppich (i) | Christian Saceanu  | Andrew Castle Olivier Delaître   |
| 12.02. | São Paulo | São Paulo Challenger I | $ 050.000 | 32E/16D | Sand        | Miguel Nido        | Javier Frana Gustavo Luza        |
| 12.02. | Nairobi   | Nairobi Challenger I   | $ 025.000 | 32E/16D | Sand        | Christian Miniussi | João Cunha e Silva Eduardo Masso |
| 19.02. | Nairobi   | Nairobi Challenger II  | $ 025.000 | 32E/16D | Sand        | Christian Miniussi | Eduardo Masso Christian Miniussi |
| 26.02. | Kairo     | Cairo Challenger       | $ 100.000 | 32E/16D | Sand        | Thomas Muster      | Tomáš Anzari David Rikl          |

### März
| Datum1 | Ort        | Turnier               | Preisgeld | Draw    | Belag2    | Sieger Einzel    | Sieger Doppel                      |
| ------ | ---------- | --------------------- | --------- | ------- | --------- | ---------------- | ---------------------------------- |
| 05.03. | Martinique | Martinique Challenger | $ 050.000 | 32E/16D | Hartplatz | Guillaume Raoux  | Olivier Delaître Guillaume Raoux   |
| 12.03. | Agadir     | Agadir Challenger     | $ 075.000 | 32E/16D | Sand      | Thomas Muster    | Josef Čihák Cyril Suk              |
| 26.03. | Estoril    | Estoril Challenger    | $ 100.000 | 32E/16D | Sand      | Thierry Tulasne  | Karsten Braasch Hendrik Jan Davids |
| 26.03. | Jerusalem  | Jerusalem Challenger  | $ 050.000 | 32E/16D | Hartplatz | Raviv Weidenfeld | Henrik Holm Peter Nyborg           |

### April
| Datum1 | Ort             | Turnier                    | Preisgeld | Draw    | Belag2        | Sieger Einzel    | Sieger Doppel                         |
| ------ | --------------- | -------------------------- | --------- | ------- | ------------- | ---------------- | ------------------------------------- |
| 02.04. | Saragossa       | Zaragoza Challenger        | $ 050.000 | 32E/16D | Sand (i)      | Carlos Costa     | David Rikl Tomáš Anzari               |
| 09.04. | Brasília        | Brasília Challenger I      | $ 100.000 | 32E/16D | Teppich       | Olivier Delaître | Nelson Aerts Fernando Roese           |
| 09.04. | Kapstadt        | Capetown Challenger        | $ 100.000 | 32E/16D | Hartplatz (i) | Gary Muller      | Marius Barnard Jeremy Bates           |
| 09.04. | San Luis Potosí | San Luis Potosí Challenger | $ 100.000 | 32E/16D | Sand          | Ricki Osterthun  | Leonardo Lavalle Jorge Lozano         |
| 09.04. | Parioli         | Parioli Challenger         | $ 050.000 | 32E/16D | Sand          | Fernando Luna    | Branislav Stankovič Richard Vogel     |
| 16.04. | Mexiko-Stadt    | Mexico City Challenger     | $ 100.000 | 32E/16D | Sand          | Francisco Maciel | Pablo Albano Ville Jansson            |
| 16.04. | Porto           | Oporto Challenger          | $ 100.000 | 32E/16D | Sand          | Mark Koevermans  | Eduardo Bengoechea Christian Miniussi |
| 16.04. | Durban          | Durban Challenger          | $ 050.000 | 32E/16D | Hartplatz     | Jeremy Bates     | Wayne Ferreira Piet Norval            |
| 23.04. | Nagoya          | Nagoya Challenger          | $ 050.000 | 32E/16D | Hartplatz     | Ramesh Krishnan  | Johan Carlsson David Lewis            |
| 23.04. | Pretoria        | Pretoria Challenger        | $ 025.000 | 32E/16D | Hartplatz (i) | Martin Sinner    | Mark Keil Scott Patridge              |
| 30.04. | Tampa           | Tampa Challenger           | $ 050.000 | 32E/16D | Sand          | Bryan Shelton    | Ken Flach Doug Flach                  |

### Mai
| Datum1 | Ort          | Turnier                 | Preisgeld | Draw    | Belag2    | Sieger Einzel  | Sieger Doppel                  |
| ------ | ------------ | ----------------------- | --------- | ------- | --------- | -------------- | ------------------------------ |
| 07.05. | Kuala Lumpur | Kuala Lumpur Challenger | $ 050.000 | 32E/16D | Hartplatz | Nduka Odizor   | Nduka Odizor Paul Wekesa       |
| 07.05. | Ljubljana    | Ljubljana Challenger    | $ 050.000 | 32E/16D | Sand      | Magnus Larsson | Carlos Costa Francisco Roig    |
| 14.05. | Bangkok      | Bangkok Challenger      | $ 025.000 | 32E/16D | Hartplatz | Sláva Doseděl  | Jonathan Canter Bruce Derlin   |
| 28.05. | Fürth        | Quelle Cup              | $ 050.000 | 32E/16D | Sand      | Jeff Tarango   | Peter Ballauff Ricki Osterthun |

### Juni
| Datum1 | Ort   | Turnier          | Preisgeld | Draw    | Belag2 | Sieger Einzel      | Sieger Doppel            |
| ------ | ----- | ---------------- | --------- | ------- | ------ | ------------------ | ------------------------ |
| 25.06. | Turin | Turin Challenger | $ 050.000 | 32E/16D | Sand   | João Cunha e Silva | Neil Borwick David Lewis |

### Juli
| Datum1 | Ort              | Turnier             | Preisgeld | Draw    | Belag2    | Sieger Einzel     | Sieger Doppel                       |
| ------ | ---------------- | ------------------- | --------- | ------- | --------- | ----------------- | ----------------------------------- |
| 02.07. | Salou            | Salou Challenger    | $ 075.000 | 32E/16D | Sand      | Marcelo Filippini | Neil Borwick David Lewis            |
| 09.07. | Ulm              | Müller Cup          | $ 050.000 | 32E/16D | Sand      | Dmytro Poljakow   | Massimo Cierro Simone Colombo       |
| 16.07. | Tampere          | Tampere Challenger  | $ 100.000 | 32E/16D | Sand      | Renzo Furlan      | Mark Koevermans Jan Siemerink       |
| 16.07. | Bristol          | Bristol Challenger  | $ 050.000 | 32E/16D | Rasen     | Christian Saceanu | Andrei Olchowski Olli Rahnasto      |
| 16.07. | Gramado          | Gramado Challenger  | $ 050.000 | 32E/16D | Sand      | Pedro Rebolledo   | Ivan Kley Vicente Solves            |
| 23.07. | Hanko            | Hanko Challenger    | $ 075.000 | 32E/16D | Sand      | Martin Sinner     | Johan Anderson Lars-Anders Wahlgren |
| 23.07. | Aptos            | Aptos Challenger    | $ 050.000 | 32E/16D | Hartplatz | Henrik Holm       | Jeff Brown Scott Melville           |
| 23.07. | Campos do Jordão | Campos Challenger   | $ 050.000 | 32E/16D | Hartplatz | Jaime Oncins      | José Daher Jaime Oncins             |
| 30.07. | Lins             | Lins Challenger     | $ 050.000 | 32E/16D | Sand      | Pedro Rebolledo   | José Luis Aparisi José Clavet       |
| 30.07. | Winnetka         | Winnetka Challenger | $ 050.000 | 32E/16D | Hartplatz | Cristiano Caratti | Zeeshan Ali Menno Oosting           |

### August
| Datum1 | Ort          | Turnier                 | Preisgeld | Draw    | Belag2    | Sieger Einzel         | Sieger Doppel                     |
| ------ | ------------ | ----------------------- | --------- | ------- | --------- | --------------------- | --------------------------------- |
| 06.08. | Knokke-Heist | Knokke Challenger       | $ 050.000 | 32E/16D | Sand      | Marcos Aurelio Górriz | Andrei Olchowski Dmytro Poljakow  |
| 06.08. | São Paulo    | São Paulo Challenger II | $ 050.000 | 32E/16D | Sand      | João Cunha e Silva    | Cássio Motta Javier Frana         |
| 06.08. | Jakarta      | Jakarta Challenger II   | $ 025.000 | 32E/16D | Hartplatz | Mark Keil             | Mike Briggs David Harkness        |
| 13.08. | Salzburg     | Salzburg Challenger     | $ 100.000 | 32E/16D | Sand      | Horst Skoff           | Horacio de la Peña Horst Skoff    |
| 13.08. | Brasília     | Brasília Challenger II  | $ 075.000 | 64E/32D | Hartplatz | Cássio Motta          | Jaime Oncins Andrew Sznajder      |
| 13.08. | Pescara      | Pescara Challenger      | $ 050.000 | 32E/16D | Sand      | Christer Allgårdh     | Branislav Stankovič Richard Vogel |
| 20.08. | Genf         | Geneva Challenger       | $ 050.000 | 32E/16D | Sand      | Roberto Argüello      | Henrik Holm Nils Holm             |
| 27.08. | Verona       | Verona Challenger       | $ 050.000 | 32E/16D | Sand      | Richard Krajicek      | Sláva Doseděl Dmytro Poljakow     |

### September
| Datum1 | Ort          | Turnier                 | Preisgeld | Draw    | Belag2    | Sieger Einzel          | Sieger Doppel                          |
| ------ | ------------ | ----------------------- | --------- | ------- | --------- | ---------------------- | -------------------------------------- |
| 03.09. | Hossegor     | Hossegor Challenger     | $ 100.000 | 32E/16D | Sand      | Rodolphe Gilbert       | Marcos Aurelio Górriz Marcelo Ingaramo |
| 03.09. | Venedig      | Venice Challenger       | $ 050.000 | 32E/16D | Sand      | Bruno Orešar           | Cristian Brandi Federico Mordegan      |
| 10.09. | Azoren       | Azores Challenger       | $ 050.000 | 32E/16D | Hartplatz | Francisco Roig         | Brent Haygarth Scott Patridge          |
| 10.09. | Canberra     | Canberra Challenger     | $ 025.000 | 32E/16D | Rasen     | Brett Steven           | Brett Custer Peter Doohan              |
| 17.09. | Dijon        | Dijon Challenger        | $ 100.000 | 32E/16D | Teppich   | Guillaume Raoux        | Mansour Bahrami Rodolphe Gilbert       |
| 17.09. | Messina      | Messina Challenger      | $ 100.000 | 32E/16D | Sand      | Guillermo Pérez Roldán | Germán López Montoya Francisco Roig    |
| 17.09. | Whistler     | Whistler Challenger     | $ 050.000 | 32E/16D | Hartplatz | Steve DeVries          | Steve DeVries Patrick Galbraith        |
| 24.09. | Bogotá       | Bogotá Challenger       | $ 050.000 | 32E/16D | Sand      | Álvaro Jordan          | Mauricio Hadad Mario Rincón            |
| 24.09. | Thessaloniki | Thessaloniki Challenger | $ 050.000 | 32E/16D | Hartplatz | Christian Geyer        | Gilad Bloom Alexis Hombrecher          |

### Oktober
| Datum1 | Ort               | Turnier                      | Preisgeld | Draw    | Belag2        | Sieger Einzel        | Sieger Doppel                      |
| ------ | ----------------- | ---------------------------- | --------- | ------- | ------------- | -------------------- | ---------------------------------- |
| 01.10. | Manaus            | Manaus Challenger            | $ 050.000 | 32E/16D | Hartplatz     | Luis-Enrique Herrera | Shelby Cannon Alfonso Mora         |
| 01.10. | Singapur          | Singapore Challenger         | $ 050.000 | 32E/16D | Hartplatz     | Boris Laustroer      | Steve Guy John Letts               |
| 08.10. | Casablanca        | Casablanca Challenger        | $ 050.000 | 32E/16D | Sand          | Richard Krajicek     | Juan Carlos Báguena Francisco Roig |
| 08.10. | Curitiba          | Curitiba Challenger          | $ 050.000 | 32E/16D | Sand          | Pedro Rebolledo      | Hendrik Jan Davids Jacco Eltingh   |
| 15.10. | Bahia             | Bahia Challenger             | $ 075.000 | 32E/16D | Hartplatz     | Luis-Enrique Herrera | Hendrik Jan Davids Jacco Eltingh   |
| 15.10. | Ponte Vedra Beach | Ponte Vedra Beach Challenger | $ 050.000 | 32E/16D | Hartplatz     | Tommy Ho             | Paul Annacone Kelly Jones          |
| 22.10. | Brest             | Brest Challenger             | $ 075.000 | 32E/16D | Hartplatz (i) | Cédric Pioline       | Ģirts Dzelde Martin Damm           |
| 29.10. | Bergen            | Bergen Challenger            | $ 100.000 | 32E/16D | Teppich (i)   | Alexander Mronz      | Jeff Brown Anders Järryd           |
| 29.10. | Rio de Janeiro    | Rio de Janeiro Challenger    | $ 075.000 | 32E/16D | Hartplatz     | Luiz Mattar          | Roger Smith Tobias Svantesson      |

### November
| Datum1 | Ort        | Turnier                  | Preisgeld | Draw    | Belag2        | Sieger Einzel     | Sieger Doppel                    |
| ------ | ---------- | ------------------------ | --------- | ------- | ------------- | ----------------- | -------------------------------- |
| 12.11. | Den Haag   | The Hague Challenger     | $ 100.000 | 32E/16D | Teppich (i)   | Anders Järryd     | Michiel Schapers Jan Siemerink   |
| 12.11. | São Paulo  | São Paulo Challenger III | $ 050.000 | 32E/16D | Sand          | Jaime Oncins      | Richard Lubner Francisco Montana |
| 12.11. | Hobart     | Tasmania Challenger      | $ 025.000 | 32E/16D | Rasen         | Simon Youl        | Brett Custer David Macpherson    |
| 26.11. | Bossonnens | Bossonnens Challenger    | $ 050.000 | 32E/16D | Hartplatz (i) | Cristiano Caratti | Michiel Schapers Roger Smith     |
| 26.11. | München    | Munich Challenger        | $ 050.000 | 32E/16D | Teppich (i)   | Anders Järryd     | Jens Wöhrmann Markus Zoecke      |

### Dezember
| Datum1 | Ort      | Turnier             | Preisgeld | Draw    | Belag2    | Sieger Einzel     | Sieger Doppel                |
| ------ | -------- | ------------------- | --------- | ------- | --------- | ----------------- | ---------------------------- |
| 03.12. | Guam     | Guam Challenger     | $ 025.000 | 32E/16D | Hartplatz | Jamie Morgan      | Jonathan Canter Kenny Thorne |
| 17.12. | Hongkong | Hongkong Challenger | $ 025.000 | 32E/16D | Hartplatz | Christian Saceanu | Neil Borwick Paul Wekesa     |

- 1 Turnierbeginn (ohne Qualifikation)
- 2 Das Kürzel „(i)“ (= indoor) bedeutet, dass das betreffende Turnier in einer Halle ausgetragen wurde.